# 2-Metoxinaftalè
El 2-metoxinaftalè, també anomenat èter metil 2-naftílic o yara yara, és un compost orgànic que s'empra com a estabilitzador a la pólvora, especialment a les pólvores sense fum, i com a ingredient en perfumeria. És soluble en alcohol i insoluble en aigua i dipropilenglicol.

## Compostos relacionats
- 2-Etoxinaftalè